# Rinus van Rekum
Marinus Cornelis (Rinus) van Rekum (Arnhem, 7 februari 1884 – aldaar, 16 november 1955) was een Nederlandse beoefenaar van de touwtreksport en als zodanig lid van de krachtsportvereniging Achilles te Arnhem. Hij kwam uit op dit onderdeel op de Olympische Spelen van 1920.

## Loopbaan
Touwtrekken was aan het begin van de vorige eeuw ondergebracht bij de atletiek. Vandaar dat de Nederlandse Atletiek Unie (NAU) in Utrecht in mei 1920 voorwedstrijden organiseerde voor de Olympische Zomerspelen in Antwerpen, later dat jaar. Als onderdeel stond ook het touwtrekken op het programma. De Arnhemse krachtsportvereniging Achilles kwam in Utrecht als overwinnaar naar voren en dus werd het acht man sterke touwtrekteam uit Arnhem als nationaal team naar Antwerpen werd afgevaardigd.
Het team bestond naast Rinus van Rekum uit Anton van Loon (teamcaptain) en diens broer Willem van Loon, Henk Janssen, Wim Bekkers, zijn broer Wim van Rekum, Jan Hengeveld en Sijtse Jansma. Dit achttal, met een gemiddeld gewicht van 85 kilogram, moest in Antwerpen allereerst aantreden tegen het bijna 200 kg zwaardere Italië. Tegen alle verwachtingen in werd in twee beurten van deze zware tegenstanders gewonnen; de eerste ‘trek’ ging in 1.11 min, de tweede in 43,25 sec. De Italianen wierpen zich na hun nederlaag op de grond en snikten het uit, waarna het geruime tijd duurde, voordat zij enigszins gekalmeerd het terrein verlieten. De Nederlanders verloren daarna van de Engelsen, acht Londense politieagenten, die zo’n 300 kg zwaarder waren. De Engelse Bobbies wonnen met gemak in respectievelijk 28,8 en 13,4 sec.
Door dit verlies hadden de Nederlanders geen zicht meer op de gouden medaille, maar het zilver behoorde nog wel tot de mogelijkheden. Hiertoe moest de Nederlandse ploeg aantreden tegen de Belgen, die de Amerikanen hadden verslagen. De Italianen hadden de strijd inmiddels gestaakt. De Belgische ploeg liet vervolgens in eerste instantie weten genoegen te zullen nemen met de derde prijs en daarom niet verder te zullen strijden. Door een treinvertraging waren slechts vier leden van die ploeg komen opdagen. De Nederlanders namen hier echter geen genoegen mee, wilden om de tweede of derde prijs trekken en lieten dit per microfoon door het stadion omroepen. Hierop volgde een luid applaus en gefluit waarna, toen ook de Belgische laatkomers waren verschenen, de strijd alsnog losbrandde. De eerste ‘trek’ werd, ondanks krachtige tegenstand van de Belgen, in 1.03,4 gewonnen, de tweede in 2.03. Daarmee werd de zilveren medaille veiliggesteld. Het was de allereerste olympische medaille in de geschiedenis van de Nederlandse atletiek. De touwtrekploeg werd bij terugkeer in Nederland dan ook feestelijk onthaald. Terwijl de trein met de Nederlandse medaillewinnaars het station van Arnhem langzaam binnenstoomde, werd door een muziekband het Wilhelmus gespeeld, waarna waarnemend burgemeester H. Goedhart jr. het team toesprak en namens het gemeentebestuur gelukwenste. Hierna volgde een rijtoer door de Gelderse hoofdstad, die door duizenden belangstellenden werd bijgewoond, en een huldiging in Musis Sacrum.
Vier jaar later was het onderdeel touwtrekken van het olympische programma geschrapt. In 1936 droeg de KNAU deze tak van sport over aan de Nederlandse Kracht Sportbond.